# 全泰壱
全 泰壱（全泰壹、チョン・テイル、朝: 전태일、1948年9月28日 - 1970年11月13日）は、韓国における労働運動家である。

## 概要
大邱の貧しい家庭に長男として生まれ、家族でソウルに上京した後、17歳でソウル市東大門市場にある平和市場（株）の縫製工場に就職した際、そこで働いている女性労働者の多くが劣悪な環境で働かされている現状を知った。そして、長時間過密労働と低賃金で働かされたあげくに、肺炎を患ったことを理由に解雇された幼い女性工員を助けようとしたことを理由として、彼自身が解雇されたことをきっかけに労働運動に目覚め、活動するようになった。裁断士として仕事をする傍ら、独学で労働法を学び、同僚と共に勉強会を組織した上で、工場における労働実態や労働環境について調査し、それに基づいて労働庁に陳情したり、雇用者と協議を重ねたが、一向に改善の兆しが見られなかった。1970年11月、このような状況に抗議するための集会を計画し、実行に移そうとした矢先、警察と事業主に強制解散させられそうになったため、全は全身にガソリンをかぶって焼身自殺を図った。焼身直後、すぐに病院に搬送されたが、その日の夜に22歳で死去した。

## 焼身自殺の影響
彼の焼身自殺をきっかけに、労働者の悲惨な実態が報道されるようになったことで、朴正煕政権下における経済成長の負の側面が明らかとなり、停滞を余儀なくされていた労働運動が活発となった。また、学生や知識人の目を労働問題に向けさせ、1970年代～80年代の民主化運動における労働者と学生及び知識人の連帯を生み出すことにも貢献した。以後、問題意識を持つ多くの大学生達が経歴を偽って工場に入って仕事をしつつ、労働運動を組織する「意識化」作業を展開し、労働運動の発展に貢献するようになった。
現在でも、民主労総などでは全を「烈士」と呼び、彼の行いを「全泰壱精神」として、労働運動家の象徴としている。また、デモ行進を行う際にも、後述の全泰壱通りが度々目的地として設定される。
彼の没後50年目に当たる2020年11月12日、労働界としては初となる国民勲章最高等級である無窮花章を授与された。

## 略歴
- 1948年9月28日：慶尚北道大邱市（現大邱広域市）生まれ
- 1964年：ソウル特別市に家族で上京
- 1965年：ソウル市内を流れる清渓川沿いの平和市場内にある被服会社に入社、裁断補助、裁断士として勤務する。
- 1969年：裁断士が集まって「바보회」（バカ会）を結成。労働条件の改善のための活動に取り組み始める。
- 1970年
  - 9月：バカ会から新たに「三洞懇親会」を組織し、全泰壱は会長に選出される
  - 10月7日：平和市場の労働実態に関する記事が京郷新聞に掲載される[6]。
  - 10月8日：三洞会の代表が平和市場（株）事務所を訪問し、屋根裏部屋の撤去や労働組合結成支援など8項目に渡る要求書を提出。
  - 10月24日：約束が守られず、改善の兆しが見えない状況に抗議するため、抗議デモを計画するが失敗に終わる。
  - 11月13日：午後1時30分頃、平和市場の前にて行った“勤労基準法火刑式”で「勤労基準法[7]を守れ!」「俺たちは機械ではない!」「私の死を無駄にするな!」と抗議しながら焼身自殺を図り、重体となる。同日の夜10時頃絶命。最期の言葉は「お腹がすいたよ…」だった。遺体は京畿道楊州郡和道面（現在の南楊州市和道邑）にある牡丹公園の民族民主烈士墓地に安置された。

出典：“全泰壱の略歴と事件概要”－全国民族民主遺家族協議会ホームページ

## 全泰壱通りの竣工
全泰壱が焼身自殺してから35年後の2005年、清渓川復元事業に伴い清渓6～7街を「全泰壱通り」と命名し、彼の彫像と銅板が敷かれた橋が建設された。そして、同年9月30日に全泰壱の母親で労働運動家の李小仙も参加して彫像の除幕式が行われた（通りの竣工は11月12日）。2019年3月20日には、平和市場近くに「全泰壱記念館」が開館した。2020年10月14日、全泰壱烈士の50周忌を控え「全泰壱記念の月」が宣言された。世界的なデジタルメディアアート作家のHoorankyは同日、ソウル鍾路区全泰壱橋」で開かれた宣布式で全泰壱50周忌行事委員会と一緒に全泰壱烈士をモチーフにしたデジタルアート作品を公開した。Hoorankyは連合ニュースとのインタビューで、「大きな感動である。彼は人間の限界を超えた殉教者だ」と述べた。